# Orthostigma madeirense
Orthostigma madeirense är en stekelart som beskrevs av Fischer 1995. Orthostigma madeirense ingår i släktet Orthostigma och familjen bracksteklar. Inga underarter finns listade i Catalogue of Life.